# 해적전대 고카이저
《해적전대 고카이저》(海賊戦隊ゴーカイジャー 가이조쿠 센타이 고카이자[*], 해적전대 고카이쟈, 해적전대 고카이져)는 일본 토에이가 제작한 슈퍼 전대 시리즈의 35번째 작품이다. 2011년 2월 13일부터 2012년 2월 19일까지 일본 TV 아사히에서 《천장전대 고세이저》의 후속으로 방영되었다. 모티브는 '해적'이며 주로 과거 34개의 작품의 전대나 메카를 등장한다. 2010년 7월 30일 토에이는 이 작품의 제목을 위의 《해적전대 고카이저》로 정하였고, 같은 해 8월 26일에는 일본 특허청에 특허상표로 등록하였다. 또한 공식 방송 전에 개봉한 《천장전대 고세이저 vs. 신켄저: 에픽 온 은막》에서 까메오 출연 하였다. 광고 다음으로 공식 광고가 송출되었다. 2010년 12월 26일, 천장전대 고세이저 45화 방송 직후, 《천장전대 고세이저 vs. 신켄저: 에픽 온 은막》 광고 다음으로 공식 광고가 송출되었다. 2011년 1월 29일 ~ 30일에는 도쿄 돔 시티에서 프리미어 발표회를 열었다. 2012년 7월 16일부터 11월 6일까지 챔프 TV와 애니원에서 고카이저의 한국어 더빙판인 《파워레인저 캡틴포스》라는 이름으로 방영했다.

## 줄거리
지구를 침략하기 위해 총공격을 개시한 우주제국 잔갸크(Zangyack, 宇宙帝国ザンギャック 우주테이코쿠 잔걋쿠[*])는 지금까지 지구를 지켜 온 서른 넷의 슈퍼 전대들과 맞서게 되었다. 난전 끝에 슈퍼 전대는 잔갸크를 격퇴하지만, 결국 모든 힘을 잃어버려 사라지고 말았다. 이를 레전드 대전(レジェンド大戦 레젠도 타이센[*])이라 한다.
그리고 레전드 대전으로부터 5년 후, "우주 최고의 보물"(宇宙最大の宝 우추 사이다이노 타카라[*])을 찾기 위해 지구에 온 해적들인 고카이저는 과거 서른 넷의 슈퍼 전대들의 힘을 사용하여 잔갸크와 대결하게 된다.

## 등장 인물

### 고카이저
과거 마벨러스, 아카 레드, 바스코, 네비가 함께 하던 초창기 붉은 해적단에서 바스코의 배신으로 인해 아카레드가 실종되고 마벨러스와 네비가 탈출한 뒤, 현재의 멤버가 되었다.
고카이저(ゴーカイジャー 고카이자[*])는 "우주 최고의 보물"(宇宙最大の宝 우추 사이다이노 타카라[*])을 찾기 위해 지구에 온 해적들이다. 고카이 갈레온이라는 해적선을 기지로 하고 있으며, 내비(ナビィ 나비[*])라는 로봇과 34 전대의 힘의 도움을 받고 있다.
- 캡틴 마벨러스/고카이 레드(캡틴 레드)(キャプテン・マーベラス／ゴーカイレッド 캬푸텐 마베라스/고카이 렛도[*]) (WANTED 현상금: 1500000 자기 (1화 ~ 4화) → 3000000 자기 (5화 ~ 14화) → 5000000 자기 (15화 ~ 38화) → 무한대 자기 (39화 ~ 최종화(51))) - (1988년 출생): 고카이 갈레온의 선장이자 고카이저의 리더이다.
- 조 깁켄/고카이 블루(캡틴 블루)(ジョー・ギブケン／ゴーカイブルー 조 기부켄/고카이 부루[*]) (WANTED 현상금: 1000000 자기 (1화 ~ 4화) → 2000000 자기 (5화 ~ 14화) → 4000000 자기 (15화 ~ 38화) → 8000000 자기 (39화 ~ 최종화(51))) - (1990년 출생): 부선장으로 쿨한 느낌의 소유자다.
- 루카 밀피/고카이 옐로(캡틴 옐로)(ルカ・ミルフィ／ゴーカイイエロー 루카 미루피/고카이 이에로[*]) (WANTED 현상금: 300000 자기 (1화 ~ 4화) → 750000 자기 (5화 ~ 14화) → 1500000 자기 (15화 ~ 38화) → 3000000 자기 (39화 ~ 최종화(51))) - (1992년 출생): 망보기 담당. 여장부형 성격으로 묘사된다.
- 돈 도고이어/고카이 그린(캡틴 그린)(ドン･ドッゴイヤー／ゴーカイグリーン 돈 돗고이야/고카이 구린[*]) (WANTED 현상금: 100 자기 (1화 ~ 4화) → 1000 자기 (5화 ~ 14화) → 5000 자기 (15화 ~ 38화) → 50000 자기 (39화 ~ 43화) → 300000 자기 (44화 ~ 최종화(51))) - (1990년 출생): 기술 담당.
- 아임 드 파미유/고카이 핑크(캡틴 핑크)(アイム・ド・ファミーユ／ゴーカイピンク 아이무 도 파미유/고카이 핀쿠[*]) (WANTED 현상금: 500000 자기 (1화 ~ 4화) → 1000000 자기 (5화 ~ 14화) → 2000000 자기 (15화 ~ 38화) → 4000000 자기 (39화 ~ 최종화(51))) - (1991년 출생): 5번째로 고카이저에 들어왔으며, 공주 출신이다.
- 이카리 가이(박재민)/고카이 실버(캡틴 실버)(伊狩 鎧/ゴーカイシルバー) (WANTED 현상금: 100000 자기 (18화 ~ 38화) → 300000 자기 (39화 ~ 최종화(51))) - (1992년 출생): 고카이저의 6번째 멤버로, 고카이저 중 유일한 지구인이다. 꿈 속에서 나카다이 미코토로부터 레인저 키와 고카이 셀룰러를 받았다고 한다.
- 네비(ナビィ) (WANTED 현상금: 50 자기 (44화 ~ 최종화(51))) - : 마벨러스, 아카 레드, 바스코와 함께 붉은 해적단 시절부터 함께 한 앵무새 로봇. 고카이저에게 보물이 어디 있는지 알려준다.

### 잔갸크
우주제국 잔갸크(宇宙帝国ザンギャック 우추테이코쿠 잔걋쿠[*], Space Empire Zangyack)는 사령관 왈즈 길(Olies Gil, 司令官ワルズ・ギル 시레이칸 와루즈 기루[*])의 인솔 하에 5년 전 지구를 침략했다가 34 슈퍼 전대와의 싸움에서 패배하여 후퇴했던 세력이다. 그러나 수년 후 슈퍼 전대가 사라졌다는 것을 알게 되자 다시 지구를 침략한다. 왈즈 길은 엘리트 참모인 참모장 다마라스(Damaras, 参謀長ダマラス 산보초 다마라스[*]), 과학자인 개발기술관 인산(Insarn, 開発技官インサーン 카이하츠키칸 인산[*]), 정체 불명의 특무사관 바리조그(Barizorg, 特務士官バリゾーグ 토쿠무시칸 바리조구[*]), 부사관 스고민(Sugormin, 下士官スゴーミン 카시칸 스고민[*] 등을 간부로 이끌고 있다. 잔갸크의 휘하로는 행동대장(行動隊長 코도 타이초[*])이 이끄는 병대 고민(Gormin, 兵隊ゴーミン 헤이타이 고민[*])이 있다.

### 과거의 전대
과거 슈퍼 전대 시리즈의 일부 등장인물들이 등장했다.
- 카이조 츠요시/아카레인저 (海城 剛／アカレンジャー 아카렌자[*], 1화)

카이조 츠요시는 EAGLE에서 고레인저를 이끄는 리더로, 아카레인저로 변신해 흑십자군과 싸워왔다. 수년 전 잔갸크 군단이 지구를 침공했을 때, 모든 슈퍼 전대들을 이끌어 맞섰으며, 자신과 모든 슈퍼 전대의 힘을 사용하여 잔갸크를 막아냈다.
- 아카 레드(アカレッド 아카렛도[*], 2화)

아카 레드는 모든 슈퍼 전대의 붉은 용사들의 혼이 모여진 존재로, 《굉굉전대 보우켄저 vs. 슈퍼 전대》에서는 스물아홉의 슈퍼 전대의 힘을 사용할 수 있었다. 그는 보우켄 실버 타카오카 에이지가 크로노스와의 싸움을 위해 과거의 슈퍼 전대의 일원들을 찾는대 도움을 주었다. 《해적전대 고카이저》에서는 레전드 대전 이후 캡틴 마벨러스의 행성에서 마벨러스와 함께 싸우고 있었으나, 위기에 처하자 내비와 레인저 키를 마벨러스에게 물려준 후 탈출시킨 다음, 자신은 잔갸크 군단과 싸우기 위해 불 속으로 뛰어들었다.
- 오즈 카이/마지 레드 (小津 魁／マジレッド 마지렛도[*], 2화 ~ 3화)

마지레인저로 변신하는 오즈 가족의 막내로, "마지 레드" (マジレッド 마지 렛도[*])로 변신하여 움마 (N-Ma)가 이끄는 지저명부 인페르시아 군대를 무찔렀다. 레전대 대전 이후 마지레인저로 변신할 수 없게 된 이후 검은 로브를 쓰고 생활하고 있었다. 그 후 천공성자 플레이젤 (天空聖者フレイジェル 텐쿠세이자 후레이제루[*])과 함께 돈 도코이어를 시험하였으며, 돈에게 마지레인저 키의 진정한 힘을 발휘할 수 있도록 해준다.
- 레이몬 마리카(礼紋 茉莉花, 5화): 코드명 "재스민" (ジャスミン 자스민[*])으로 알려져 있다. 스페셜 폴리스 데카레인저에서는 데카 옐로 (デカイエロー 데카 이에로[*])로 변신하여 활동했었다. 캡틴 마벨러스를 체포하려 했으나 놓치고 말았다.
- 도기 크루거 (Doggy Kruger, ドギー・クルーガー 도기 쿠루가[*], 5화): 코드명 "보스"로 알려져 있다. 지구서의 서장으로, 스페셜 폴리스 데카레인저에서는 데카 마스터 (デカマスター 데카 마스타[*])로 변신하여 활동했었다. 마벨러스를 체포하려 하지만, 잔갸크의 미사일 계획을 알고 잔갸크를 우선 체포하려 한다. 잔갸크와 싸우다 부상을 입은 후, 마벨러스의 도움을 받게 되자 그를 믿게 되어 마벨러스를 풀어주고 그에게 잔갸크의 음모를 막을 것을 부탁한다.
- 아카자 반반(赤座 伴番): 코드명 "반" (バン)으로 알려져 있다. 스페셜 폴리스 데카레인저에서는 "데카 레드" (デカレッド 데카 렛도[*])로 변신하여 활동했었다. 브람드가 죽은 뒤, 고카이저의 지명 수배가 해제되었음을 알리기 위해 나타나, "자신들의 힘을 헛되이 쓰지 말라"며 고카이저에게 충고를 남겼다.
- 칸도 쟝(漢堂 ジャン, 7화): 격수 타이거권 (激獣タイガー拳 게키주 타이가켄[*])의 마스터로, 임수권 아쿠가타와의 싸움을 위해 "게키 레드" (ゲキレッド 게키 렛도[*])로 변신해 활동했었다. 아임과 "박사" 돈을 수련시켜주어, 고카이저가 게키레인저 레인저 키에 숨겨진 거대한 힘을 찾는 것과, 파차카마크 13세를 쓰러뜨리는 것을 도와준다.
- 마스터 샤프 (Master Xia Fu, マスター・シャーフー 마스타 샤후[*], 7화): 격수 펠리스권 (激獣フェリス拳 게키주 훼리스켄[*])의 마스터로, 일곱 권성(拳聖)의 리더이자 게키레인저의 사부였다.
- 시시 카케루(獅子 走, 9화): 수의사이자 가오 라이온의 파트너였다. 악귀일족 오르그(鬼族オルグ 오니조쿠 오루구[*])와의 싸움을 위해 "가오 레드" (ガオレッド)로 변신해 활동했었다. 처음에는 고카이저를 슈퍼 전대의 일원으로 인정하지 않는 등 못마땅하게 여겼으나, 고카이저가 잔갸크에게 맞서는 것을 보고 그들을 인정하게 되었다.
- 시바 카오루(志葉 薫, 11화 ~ 12화): 시바 가문의 18대 당주이다. 외도중과 싸우기 위하여, 카오루의 가게무샤였던 시바 타케루처럼 "신켄 레드" (シンケンレッド 신켄 렛도[*])로 변신한다. 고카이저로부터 레인저 키를 돌려받기 위해 승부를 신청하지만, 잔갸크의 침공으로 승부는 중단된다. 그 후, 부상을 입은 캡틴 마벨러스를 치료해준다.
- 진나이 쿄스케(陣内 恭介, 14화): 자동차 회사 페가서스의 시범운전자로, 우주폭주족 보조크와 싸우기 위하여 쿠루매직 파워를 사용해서 카레인저의 리더 레드 레이서 (レッドレーサー 렛도 레사[*])로 변신한다. 레전드 대전 이후, 아이들에게 교통안전에 대해 가르치는 일에 종사하고 있었다. 인산이 진나이를 사랑하게 되기도 한다.
- 고세이저(ゴセイジャー 고세이자[*], 첫 번째 극장판): 타락한 호성 천사인 구성주의 브라지라와 싸워 온 이들로, 《고카이저 고세이저 슈퍼 전대 199 히어로 대결전》에서 고카이저로부터 레인저 키를 돌려받기 위해 승부를 신청하지만, 곧 의기투합하여 부활한 브라지라, 흑십자왕, 잔갸크와 함께 싸운다.
- 나카다이 미코토(仲代 壬琴, 18화): 의사 출신으로, 에볼리안의 지배자인 사명신 데스모조리아가 몸의 반쪽을 기생시켜 두었던 인간이다. 폭룡 톱 게일러와 다이노 마인더를 만나 아바레 킬러 (アバレキラー 아바레 키라[*])로 변신하게 되어, 그 뒤로 아바레인저의 싸움에 합류한다. 데스모조리아와의 마지막 싸움에서 기력을 모두 써 사망하고 말았다. 그러나, 18화에서 이카리 가이의 꿈 속에, 브라이, 타키자와 나오토와 함께 나타나 아바레인저, 주레인저, 타임레인저의 위대한 힘을 전해주고 떠난다.
- 료우마(リョウマ 료마[*], 20화): 다섯 성수검의 전사 중 불꽃의 전사로, 우주해적 바르반의 습격으로 사라진 형 휴우가를 대신하여 불꽃의 전사 긴가 레드 (ギンガレッド 긴가 렛도[*])가 되어 바르반과 싸워왔다. 고카이저가 우주 해적이기 때문에 처음에는 못마땅해 했으나, 곧 슈퍼 전대의 일원으로 인정한다.
- 휴우가(ヒュウガ 휴가[*], 20화): 원래 불꽃의 전사가 되어야 했으나 절벽에 떨어지면서 료우마에게 불꽃의 성수검을 물려준다. 그 후, 흑기사 불 블랙으로부터 흑기사의 갑옷을 물려받아 흑기사 (黒騎士 쿠로키시[*])로 변신하여 긴가맨과 합류, 바르반과 싸웠다. 이카리 가이를 대신해 고카이 실버가 되려고 하지만, 나중에는 이카리 가이를 인정하고 긴가맨의 위대한 힘을 물려준다.
- 아카시 사토루(明石 暁, 21화): 서제스 재단에 소속되어 있는 보우켄저를 이끄는 치프 (Chief)로, 고카이 갈레온에 몰래 들어와 류온의 부활과 관련되어 있는 황천의 심장이라는 프레셔스를 찾아줄 것을 부탁한다.
- 타츠미 마츠리( 고핑크[*], 23화) 고고파이브의 장녀이자 막내다. 출산에 임박한 임산부를 도와주고 다친 어린아이를 긴급구조하려는 순간 바스코에게 막히게 되지만, 고카이핑크의 활약으로 무사히 병원으로 옮겼다. 본방게스트 중에서 아바레키라 다음으로 레드가아닌 유일한 핑크가 등장.

오즈 호우카:과거 마지레인저 분홍색의 마법사 마지 핑크 카이의 큰누나. 마지막 회에 잠시 등장함.

## 그외 등장인물
야마자키 유카:카이의 여자친구로, 현재는 성숙한 여인이 되어 등장했다. 49화에서 한 아이에게 용기의 마법을 잃지 말라고 희망을 준다. 사실 이 말은 전에 카이가 그녀에게 한 말이다.

## 메카

### 고카이 머신(캡틴 머신)
- 고카이 갈레온(캡틴 갈레온)
- 고카이 제트(캡틴 제트)
- 고카이 트레일러(캡틴 트레일러)
- 고카이 레이서(캡틴 레이서)
- 고카이 마린(캡틴 마린)
- 호수 드릴/호수 렉스(수호 드릴/수호 렉스)

### 로봇
메인 메카
- 1호 메카 - 고카이오(캡틴킹)
  - 마지 고카이오(매직 캡틴킹)
  - 데카 고카이오(SP 캡틴킹)
  - 가오 고카이오(정글 캡틴킹)/신켄 고카이오(블레이드 캡틴킹)
  - 허리켄 고카이오(닌자 캡틴킹)
  - 고온 고카이오(엔진 캡틴킹)
- 2호 메카 - 호수신

슈퍼 합체
- 슈퍼 합체 메카 - 호수 고카이오(호수 캡틴킹)
- 궁극 합체 메카 - 칸젠 고카이오(퍼펙트 캡틴킹)

## 극장판
고카이저는 《천장전대 고세이저 vs. 신켄저: 에픽 온 은막》에서 처음으로 등장했다.

### 슈퍼 전대 35번째 기념 극장판
고카이저 고세이저 슈퍼 전대 199 히어로 대결전(ゴーカイジャー ゴセイジャー スーパー戦隊199ヒーロー 大決戦 고카이자 고세이자 스파 센타이 햐쿠큐주큐 히로 다이켓센[*])은 "슈퍼 전대 35번째 기념작"(スーパー戦隊35作記念作品 스파 센타이 산주고넨사쿠 키넨 사쿠힌[*])이다. 고카이저와 천장전대 고세이저, 비밀전대 고레인저, 그리고 역대 슈퍼 전대와 메카들이 등장하는 내용이며, 2011년 6월 11일 일본에서 개봉한다.

### 하늘을 나는 유령선
《해적전대 고카이저 THE MOVIE: 하늘을 나는 유령선》(海賊戦隊ゴーカイジャーTHE MOVIE 空飛ぶ幽霊船 카이조쿠센타이 고카이자 자 무비: 소라토부 유레이센[*])은 해적전대 고카이저의 극장판으로, 2011년 8월 6일에 《가면라이더 OOO》 극장판과 동시에 개봉하였다.

## 비디오 게임
슈퍼 전대 배틀: 레인저 크로스(スーパー戦隊バトル　レンジャークロス 스파 센타이 바토루 렌자 쿠로스[*])는 Wii를 기반으로 한 액션 게임으로, 반다이 남코 게임스에서 제작했다. 고카이저, 천장전대 고세이저, 사무라이전대 신켄저, 염신전대 고온저, 비밀전대 고레인저를 주인공으로 하고 있으며, 2011년 가을에 출시되었다.

## 에피소드
고카이저의 몇몇 에피소드 제목은 과거 전대의 에피소드의 제목 형식을 따르고 있다. 3화의 명칭엔 《마법전대 마지레인저》의 에피소드 제목에서 사용된 마법 주문이 들어가 있고, 7화의 명칭엔 《수권전대 게키레인저》의 에피소드 제목에서 사용된 칸도 쟝이 쓰는 의성어가 들어가 있다.
1. 우주해적 나타나다! (宇宙海賊現る! 우추카이조쿠 아라와루![*])
2. 이 별의 가치 (この星の価値 코노 호시노 카치[*])
3. 용기를 마법으로 바꾸어서 ~ 마지 마지 고 고카이 ~ (勇気を魔法に変えて～マージ・マジ・ゴー・ゴーカイ～ 유키오 마호니 카에테 ~ 마지・마지・고・고카이 ~, 용기를 마법으로 바꾸어 마지 ~ 마지 마지 고고 카이 ~[*])
4. 무엇을 위한 동료인가 (何のための仲間 난노 타메노 나카마[*])
5. 저지먼트 파이레츠 (Judgement Pirates, ジャッジメント･パイレーツ 잣지멘토 파이레츠, 해적의 명예를 위해[*])
6. 가장 소중한 것 (一番大事なもの 이치반 다이지나 모노, 가장 소중한 보물[*])
7. 들썩들썩! 권법 수행 (ニキニキ！拳法修行 니키니키! 켄포 슈교, 들썩들썩 권법수련[*])
8. 작은 스파이 작전 (スパイ小作戦 스파이 쇼사쿠센, 스파이 소작전[*])
9. 사자, 달리다 (獅子、走る 시시, 카케루, 사자 달리다[*])
10. 트럼프 승부 (トランプ勝負 토란푸 쇼부, 트럼프 게임[*])
11. 진검 대소동 (真剣大騒動 신켄오오소도, 진검 대 소동[*])
12. 정평이 난 화려한 사무라이 (極付派手侍 키와메츠키 하데노 사무라이, 해적과 무사, 그리고 우정[*])
13. 길을 가르쳐 줘 (道を教えて 미치오 오시에테, 해적에게 길을 묻다[*])
14. 지금도 교통안전 (いまも交通安全 이마모 코츠안젠[*])
15. 사략선 나타나다 (私掠船現る 시랴쿠센 겐루[*])
16. 돌격! 전대 vs. 전대 (激突！戦隊VS戦隊 토츠게키! 센타이 바사스 센타이, 격돌! 파워레인저 VS 파워레인저[*])
17. 굉장한 은빛 사나이 (凄い銀色の男 스고이 긴이로노 오토코, 왠지 굉장한 은색 남자[*])
18. 공룡 로봇 드릴로 크게 날뛰기 (恐竜ロボットドリルで大アバレ 쿄류 로봇토 도리루데 오오아바레, 공룡 로봇 드릴로 대활약![*])
19. 15 전사의 갑옷 (１５戦士の鎧 주고 센시노 요로이[*])
20. 미혹의 숲 (迷いの森 마요이노 모리, 방황의 숲[*])
21. 모험가의 마음 (冒険者の心 보켄샤노 코코로[*])
22. 지는 별의 약속 (星降る約束 호시후루 야쿠소쿠, 별과 함께한 약속[*])
23. 사람의 생명은 지구의 미래 (人の命は地球の未来 히토노 이노치와 치큐노 미라이[*])
24. 어리석은 지구인 (愚かな地球人 오로카나 치큐우진[*])
25. 해적과 닌자 (海賊とニンジャ 카이조쿠토 닌쟈[*])
26. 슈슛하고 THE SPECIAL (シュシュッとTHE SPECIAL 슈슛토 더 스폐셜, 호쾌 폭풍 스페셜[*])
27. 평소보다 호쾌한 체인지 (いつもより誤解なチェンジ 이츠모요리 고카이나 첸지, 다른 때보다 호쾌한 변신[*])
28. 날개는 영원히 (翼は永遠に 츠바사와 에이엔니[*])
29. 날뛰는 일곱 변화로 새로운 합체 (アバレ七変化で新合体 아바레 나나헨게데 아타라시 갓타이, 공룡이 선물한 새로운 힘[*])
30. 친구의 영혼만이라도 (友の魂だけでも 토모노 타마시 다케데모[*])
31. 충격!! 비밀작전 (衝撃!!秘密作戦 쇼우게키!! 히미츠 사쿠센[*])
32. 힘을 하나로 (力を一つに 치카라오 히토츠니, 힘을 하나로 모아서[*])
33. 히어로다아앗!! (ヒーローだァァッ!! 히어로-다아앗!!, 나는 레인저다![*])
34. 꿈을 이루어줘 (夢を叶えて 유메오 카나에테, 꿈을 이루기 위해[*])
35. 차원의 저편 (次元ノムコウ 지겐노 무코우, 차원 저편에..[*])
36. 파트너 해적 (相棒カイゾク 아이보 카이조쿠[*])
37. 최강의 결전기체 (最強の決戦機 사이쿄우노 켓센키, 최강의 전투머신[*])
38. 꿈을 잡는 힘 (夢を掴む力 유메오 츠카무 치카라, 꿈을 손에 넣을 힘[*])
39. 어째서? 우리들이 고교생 (どうして？俺たち高校生 도우시테? 오레타치 코우코우세이, 깜짝 변신! 우리가 고등학생?[*])
40. 미래는 과거에 (未来は過去に 미라이와 카코니, 미래는 과거에서[*])
41. 잃고싶지 않은 것 (なくしたくないもの 나쿠시타쿠나이모노, 잃어버릴 수 없는 것[*])
42. 우주최강의 사나이 (宇宙最強の男 우츄사이쿄우노 오토코, 우주 최강의 남자[*])
43. 전설의 용자로 (伝説の勇者に 덴세츠노 유우샤니, 전설의 용사에게[*])
44. 황홀한 크리스마스 (素敵な聖夜 스테키나 세이야, 거룩한 밤에[*])
45. 허둥쟁이 닌자 (慌てん坊忍者 아와탄보 닌자, 덜렁이 닌자[*])
46. 영웅 합격 (ヒーロー合格 히어로 고카쿠, 영웅의 자격[*])
47. 배신의 끝 (裏切りの果て 우라기리노하테, 배신의 끝에[*])
48. 숙명의 대결 (宿命の対決 슈쿠메이노 타이케츠[*])
49. 우주에서 가장 큰 보물 (宇宙最大の宝 우츄사이다이노 타카라[*])
50. 결전의 날 (決戦の日 켓센노 히[*])
51. 안녕 우주 해적 (さよなら宇宙海賊 사요나라 우주 카이조쿠[*]) (최종회)

## 주제가
여는 노래
- "해적전대 고카이저" (海賊戦隊ゴーカイジャー 카이조쿠 센타이 고카이자[*])
  - 작사: 이와사토 유호
  - 작곡: 모치다 유스케(持田 裕輔)
  - 편곡: Project.R (카고시마 히로아키)
  - 노래: Project.R (영 프레슈, 마츠바라 츠요시)

닫는 노래
- "슈퍼 전대 히어로 게터"(スーパー戦隊 ヒーローゲッター 스파 센타이 히로 겟타[*])
  - 가사: 후지바야시 쇼코 & 아라카와 나루히사
  - 작곡: 오이시 켄이치로
  - 편곡: Project.R (오이시 켄이치로)
  - 노래: Project.R

## 캐스트
- 캡틴 마벨러스 - 오자와 료타(小澤 亮太 오자와 료우타[*])[10], 김승준
- 조 깁켄 - 야마다 유키(山田 裕貴 야마다 유우키[*])[11], 이동훈
- 루카 밀피 - 이치미치 마오市道 真央)[12], 서혜정
- 돈 도고이어 - 시미즈 카즈키(清水 一希)[13], 전태열
- 아임 드 파미유 - 코이케 유이(小池 唯)[14], 조경이
- 이카리 가이 - 이케다 준야(池田 純矢), 남도형
- 내비의 목소리 - 타무라 유카리(田村 ゆかり)[15][16], 김하영
- 풍뢰환의 목소리 - 미야타 히로노리(宮田 浩徳), 서원석
- 염신 마하르콘의 목소리 - 히라타 히로아키(平田 広明), 이재범
- 바스코 타 조로키아 - 호소가이 케이(細貝 圭), 서원석
- 왈즈 길의 목소리 - 노지마 히로후미(野島 裕史)[15][16], 신성호
- 다마라스의 목소리 - 이시이 코지(石井 康嗣)[15][16], 심정민
- 인산의 목소리 - 이노우에 키쿠코(井上 喜久子)[15][16], 이보희
- 바리조그의 목소리 - 신도 가쿠(進藤 学)[15][16], 이재범
- 나레이션: 세키 토모카즈(関 智一)[15][16], 이경태

### 특별 출연
- 아카레인저의 목소리 (1화) - 마코토 나오야, 신성호 - 비밀전대 고레인저 레드 (1975)
- 아카 레드의 목소리 (2화) - 후루야 토오루, 신성호
- 오즈 카이 (3화) - 하시모토 아츠시, 정재헌 - 마법전대 마지레인저 레드 (2005)
- 아카자 반반 (5화) - 사이네이 류지, 김장 - 특수전대 데카레인저 레드 (2004)
- 레이몬 마리카 (5화) - 키노시타 아유미, 이지영 - 특수전대 데카레인저 옐로 (2004)
- 도기 크루거의 목소리 (5화) - 이나다 테츠, 이봉준 - 특수전대 데카레인저 보스 (2004)
- 칸도 쟝 (7화) - 스즈키 히로키, 홍범기 - 수권전대 게키레인저 레드 (2007)
- 마스터 샤프의 목소리 (7화) - 나가이 이치로, 양석정 - 수권전대 게키레인저 보스 (2007)
- 파차카마크 13세의 목소리 (7화) - 마스타니 야스노리
- 시시 카케루 (9화) - 카네코 노보루, 박성태 - 백수전대 가오레인저 레드 (2001)
- 시바 카오루 - 나츠이 루나, 박선영 - 사무라이전대 신켄저 진신켄레드 (2009)
- 탄바 토시조 - 마츠자와 카즈유키, 온영삼 - 사무라이전대 신켄저 (2009)
- 나시다 에이키치 - 야마나카 타카시, 김디도
- 진나이 쿄스케 (14화) - 키시 유지, 곽윤상 - 격주전대 카레인저 레드(1996)
- 나카다이 미코토 (18화) - 타나카 코타로 서윤선 - 폭룡전대 아바레인저 아바레 킬러 (2003)
- 료우마 (20화) - 마에하라 카즈키, 심규혁 - 성수전대 긴가맨 레드 (1998)
- 흑기사 휴우가 (20화) - 오가와 테루아키 안장혁 - 성수전대 긴가맨 (1998)
- 아카시 사토루 (21화) - 타카하시 미츠오미, 김영선 - 굉굉전대 보우켄저 레드 (2006)
- 타츠미 마츠리 (23화) - 시바타 카요코, 여민정 - 구급전대 고고파이브 핑크 (1999)
- 시나 요스케 (25, 26화) - 시오야 슌, 전광주 - 인풍전대 허리케인저 레드 (2002)
- 노노 나나미 (25, 26화) - 나가사와 나오, 이명희 - 인풍전대 허리케인저 블루 (2002)
- 비토 코우타 (25, 26화) - 야마모토 코헤이, 임경명 - 인풍전대 허리케인저 옐로 (2002)
- 유우키 가이 (28화) - 와카마츠 토시히데, 이상헌 - 조인전대 제트맨 블랙 (1991)
- 산죠 유키토 (29화) - 토미타 쇼, 정명준 - 폭룡전대 아바레인저 블루 (2003)
- 산죠 에미리 (29화) - 니시지마 미치, 김하영 - 폭룡전대 아바레인저 자칭 핑크 (2003)
- 오오하라 죠 (30화) - 니시무라 카즈히코, 김환진 - 초수전대 라이브맨 옐로 (1988)
- 호시노 고로 (31화) - 시시도 마사루, 권영호 - 초력전대 오레인저 레드 (1995)
- 마루오 모모 (31화) - 사토 타마오, 김나율 - 초력전대 오렌쟈 핑크 (1995)
- 천화성 료 (33화) - 와다 케이이치, 최재호 - 오성전대 다이레인저 레드 (1993)
- 카인 (34화) - 키미자와 유우키, 이동훅
- 에스미 소스케 (35화) - 후루하라 야스히사, 변현우 - 염신전대 고온저 레드 (2008)
- 봄퍼 목소리 (35화) - 나카가와 아키코, 김성연
- 다테 켄타 (39화) - 오오시바 쿠니히코, 방성준 - 전자전대 메가레인저 레드 (1997)
- 도몬 (40화) - 이즈미 슈헤이, 김디도 - 미래전대 타임레인저 옐로 (2000)
- 아케보노 시로 (44화) - 오오바 켄지, 이재범 - 배틀피버J 블랙 (1979)
- 츠루히메 (45화) - 히로세 사토미, 김하영 - 닌자전대 카쿠레인저 화이트 (1994)
- 닌자맨의 목소리 (45, 46화) - 야오 카즈키, 최낙윤 - 닌자전대 카쿠레인저 (1994)
- 히바 타카유키 (49화, 51화) - 코다이 타카유키, 장광 - 태양전대 썬발칸 레드 (1981)
- 하야테 쇼 (49화) - 카와이 히로시, 김환진 - 전격전대 체인지맨 블랙 (1985)
- 다이 (49화) - 우에무라 키하치로, 이재범 - 초신성 플래시맨 그린 (1986)
- 아키라 (49화) - 히로타 잇세이, 김디도 - 광전대 마스크맨 블루 (1987)
- 호시카와 레미 (49화, 51화) - 하야세 케이코, 김나율 - 지구전대 파이브맨 옐로 (1990)
- 고우시 (50화, 51화) - 타카야스 아오히사, 김태훈 - 공룡전대 쥬레인저 블랙 (1992)
- 천중성 쇼지 (51화) - 하무라 에이 - 오성전대 다이레인저 블루 (1993)
- 천시성 카즈 (51화) - 타이라 히가시 - 오성전대 다이레인저 옐로 (1993)
- 타츠미 쇼 (51화) - 하라다 아츠시 - 구급전대 고고파이브 그린 (1999)
- 오즈 호우카 (51화) - 벳푸 아유미, 이용신 - 마법전대 마지레인저 핑크 (2005)
- 스토 미우 (51화) - 스기모토 유미 - 염신전대 고온저 실버 (2008)

### 슈트 배우
1화의 "레전드 대전"을 연출하기 위하여, 재팬 액션 엔터프라이즈와 레드 엔터테인먼트 딜리버에 소속된 슈트 액터들이 동원되었다.
- 고카이 레드 - 후쿠자와 히로후미[19]
- 고카이 블루 - 오시카와 요시후미[20]
- 고카이 옐로 - 하치스카 유이치[16]
- 고카이 그린 - 타케우치 야스히로
- 고카이 핑크 - 노가와 미즈호
- 고카이 실버 - 사토 타이스케
- 히토미 사나에
- 왈즈 길 - 세이케 리이치[21]
- 다마라스 / 도기 크루거 - 쿠사카 히데아키
- 바리조그 - 오카모토 지로
- 인산 - 오오바야시 마사루
- 행동대장 - 야베 케이조[22]
- 아카레인저 - 오카모토 요시노리
- 블랙 마스크 - 마토바 코지
- 트리케라 레인저 - 하치스카 쇼지
- 닌자 레드 - 타카이와 세이지[23]
- 닌자 블랙 - 키타가와 츠토무(喜多川 2tom)
- 데카 브레이크 - 에이토쿠[23]
- 보우켄 핑크 - 나카가와 모토쿠니[24]